# Mombo (Tansania)
Mombo ist eine Siedlung im Distrikt Korogwe, der in der Region Tanga in Tansania liegt.
Die Siedlung liegt südwestlich der Usambara-Berge, einige Kilometer weiter westlich liegt der über 1200 m hohe Mafi. Die bereits zur deutschen Kolonialzeit gebaute und betriebene Usambarabahn hat einen Haltepunkt in dem Ort. Nach Lushoto (vormals deutsch „Wilhelmstal“) Hauptstadt des gleichnamigen Distriktes existiert eine Straßenverbindung. Heute führt die Fernstraße B1, die grob in Nord-Süd-Richtung verläuft, durch den Ort.
Die Bevölkerungsgröße betrug 2012 17.093 Personen.

## Geschichte
Mombo war zur Kolonialzeit zunächst Nebenstelle des Biologisch-landwirtschaftlichen Instituts Amani für Tieflandkulturen mit Anpflanzungen von Nutzgewächsen. Später war der Ort an einen privaten Pflanzer verpachtet. Nahe des Ortes unterhielt die Mombo Rubber Plantation Limited, gegründet am 12. Juli 1912 in London, eine Plantage. Die Regenmenge betrug in diesen Jahren 926 mm im achtjährigen Mittel.
Neben der Haltestelle der Usambarabahn hatte der Ort eine Post- und Telegraphenstation und war auch schon zu dieser Zeit Ausgangspunkt einer Automobilstraße nach Wilhelmstal. Ab dem Ersten Weltkrieg wurde in Mombo weiterhin die (Schmalspur-)Verbindungsbahn Mombo–Handeni erbaut. Zwar wurde die Bahn beim deutschen Rückzug im weiteren Kriegsverlauf ab 1916 weitgehend zerstört, allerdings stellten die Briten die Bahn wieder her.